# 饋電線
饋電線（きでんせん、英語: feeder）とは、電気鉄道や電波探知機の架線に電力を供給するために、主に架線と並行して設けられる電力線のことである。「饋」が常用漢字外であることから「き電線」と表記されることもある。

## 種類
電源の交流・直流の違いや、周辺へのノイズ（誘導障害）の考慮等によって、直流饋電方式、BT饋電方式、AT饋電方式、同軸ケーブル饋電方式等の種類がある。